# 張成秀
張成秀（英語：Rebecca C.S. Chang），台灣知名女性經理人，台灣第一位負責Google業務的總經理。出生於香港，一歲來台灣，在台灣成長。北一女、台灣大學外國語文學系、美國史丹福大學MBA畢業。1994年，在台灣微軟擔任產品行銷經理，為Windows 95的上市負責人。張成秀後來出國念書，中斷了職場生涯一陣子，回到台灣後成為美國Handspring公司國際產品行銷負責人。2003年曾任台灣大哥大預付卡事業處資深處長、2006年出任google台灣香港業務總經理，幫助google在台灣建立完整業務團隊，2008年因為健康因素向google請辭。創立中華綠色經濟發展協會，近年關注服務科技創新設計及活力老化。

## 生平
張成秀於香港出生，一歲來台灣，父親是玩具貿易商，還曾當選過工會理事長。因著石油危機的浩劫，造成父親公司周轉不靈，並破產入獄，家中經濟狀況急轉直下，開始過起欠債、躲債，被親友瞧不起的童年。父親事業在出獄後仍不見好轉，張成秀11歲時，父親選擇在美國總統福特造訪大陸，台灣面臨危機之際，留下遺書死諫跳樓自殺。
為了經濟及生存，張成秀媽媽靠洗碗、洗衣、掃廁所扛起養家重擔。張成秀在國小五年級也就開始當家教，他還做過家庭代工及當過生產線上的焊接裝配女工。靠著訂定計畫和苦讀，從北一女和台大外文系畢業，並拿到張心洽基金會的全額獎學金，到美國史丹佛大學取得MBA學位。回台後第一份工作是在台灣微軟擔任產品行銷經理，為Windows 95和Office 95上市負責人。1998年底，台灣微軟開始籌畫MSN網站，張成秀便是第一位投入MSN建置的人。2000年時，張成秀原本計畫移民美國，因此離開微軟，在矽谷的PDA公司Handspring找到負責國際行銷的工作，但2003年4月，張成秀的媽媽被一輛機車撞傷，成為植物人。為了照顧母親，張秀成回台灣在台灣大哥大擔任預付卡事業處資深處長，在任職期間推出台灣大哥大「兒童Fun心預付卡」，造成其他電信業者紛紛跟進，現在台灣有一半以上的市場，仍然來自兒童預付卡。2005年底，張成秀想要專心陪伴女兒，因此選擇留職停薪半年。幾個月後，Google的獵人頭公司代表找上了她。在2006年他出任google台灣香港業務總經理，成為台灣第一位負責業務的總經理，幫助google在台灣建立完整業務團隊。2008年因為健康因素向google請辭。之後在2010年創立中華綠色經濟發展協會，近年來關注服務科技創新設計及活力老化。

## 著作
- 2010年，《從女工到Google台港業務總經理：媽媽教我的生命智慧》，繁體中文，日月文化出版[8]
- 2010年，《真情与无畏:从女工到Google台港业务总经理》，簡體中文，九州出版社[9]